# Prosimulium wui
Prosimulium wui är en tvåvingeart som beskrevs av Peterson och Boris C. Kondratieff 1994. Prosimulium wui ingår i släktet Prosimulium och familjen knott.
Artens utbredningsområde är Colorado. Inga underarter finns listade i Catalogue of Life.